# Haliclona scotti
Haliclona scotti är en svampdjursart som först beskrevs av James Barrie Kirkpatrick 1907.  Haliclona scotti ingår i släktet Haliclona och familjen Chalinidae. Inga underarter finns listade i Catalogue of Life.